# Chitral

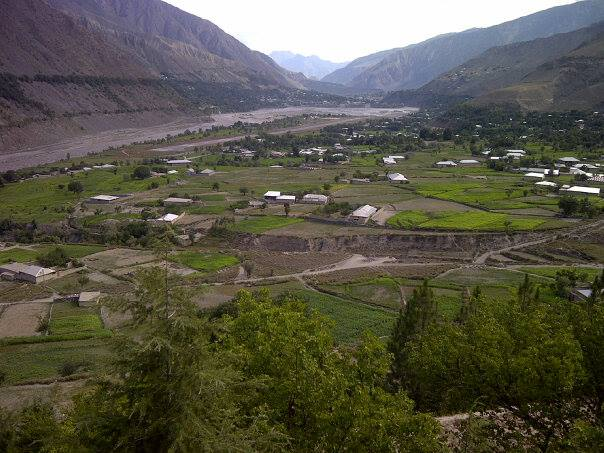

Chitral (Urdu چترال Chatrāl) bedeutet „Feld“ in der Sprache der Khowar. Die Stadt liegt unmittelbar an der Grenze zu Afghanistan und ist die Hauptstadt des Distrikts Chitral. Im Ort befindet sich am westlichen Ufer des in Afghanistan so genannten Kunar, der in Pakistan auch als Chitral bezeichnet wird. Das Tal von Chitral befindet sich auf 1500 m über Meereshöhe.
Die Stadt liegt in der Nähe des 7708 m hohen Tirich Mir, des höchsten Bergs im Hindukusch. Im Ort wohnen etwa 20.000 Personen. Der Distrikt Chitral hat eine Fläche von 14.833 km² und wird von nicht mehr als 320.000 Personen bewohnt.

## Geographie
Das malerische Tal von Chitral wird von den drei Gipfeln des Tirich Mir beherrscht, die nach dem einheimischen Glauben der Sitz der Götter sind.

## Verkehrsanbindung
Chitral liegt an der N45, die von Chitral aus am Chitral entlang nach Süden führt. Vor der Fertigstellung des Lowari-Tunnels im Jahr 2017 musste auf dieser Straße der Lowari-Pass überquert werden. Nach Osten führt eine Straße über den nach Gilgit über den 3738 m hohen Shandur-Pass. Es gibt zwei Wege nach Afghanistan, eine Strecke im Norden, über die man im Sommer über den Broghol-Pass mit 3798 m Höhe in den afghanischen Wakhan-Korridor kommt und eine Strecke nach Westen über den Dorah-Pass, der auch nur im Sommerhalbjahr nutzbar ist.
Der kleine Flughafen Chitral hat eine asphaltierte Piste und liegt wenige Kilometer nördlich der Stadt.

## Sprache

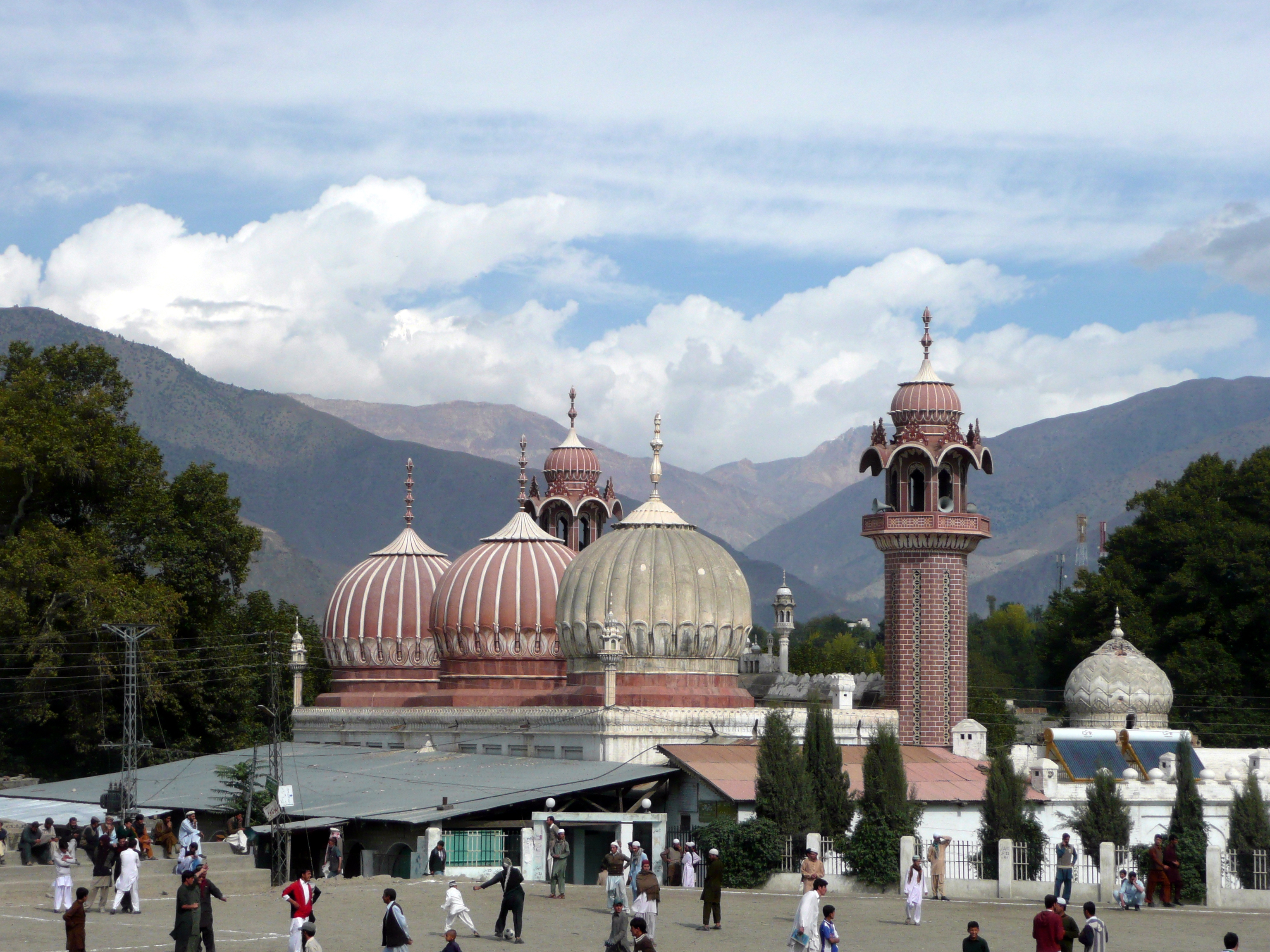
Große Moschee in Chitral

Chitral nimmt sprachlich eine besondere Rolle ein, da es, angeschlossen an die Ost-West-Achse und Nord-Süd-Achse der Seidenstraße an einem Kreuzpunkt der Geschichte liegt. Aus diesem Grunde wirkten im Laufe der Zeit sehr viele Einflüsse in Chitral, die vom fernen Kasachstan und Turkmenistan über Sogdien und Baktrien bis hin nach Tibet und der Mongolei reichen. Ebenso haben Griechen, speziell durch Alexander dem Großen, sowie Perser, Hunnen und andere Völker zeitweise die Kontrolle über dieses Tal gehabt.
Chitral gilt daher als einer der Orte, an dem die meisten lokalen Sprachen in einem so engen Raum gesprochen wurden und werden. Die Sprache, die am meisten in diesem pakistanischen Gebiet gesprochen wird, ist Khowar (auch Chitrali genannt), neben 13 anderen Dialekten.
Die Bevölkerung des Kalashatals, die Kalasha sprechen eine eigene Sprache. Urdu wird verbreitet gesprochen und in den meisten Städten verstanden; auch die Sprache der Paschtunen dient der Verständigung. Die Khowar sprechen eine der Dardischen Sprachen, die auch in Teilen des Yasin-Tals sowie in den Distrikten Gilgit, Ghizer und Swat gesprochen werden.

## Bevölkerung

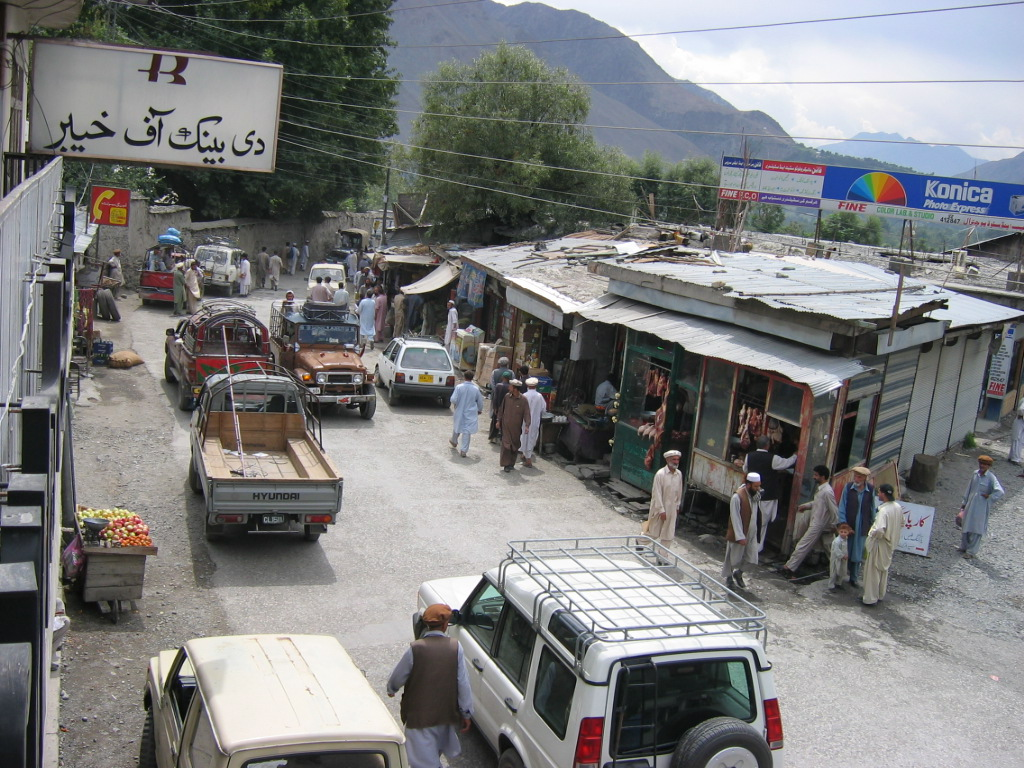
Der Basar in Chitral

Der größte Volksstamm sind die Khowar. Chitral ist aber auch bekannt für die Kalasha, die einheimischen Bewohner, die in dieser Region über Jahrhunderte regierten und später besiegt wurden. Die Kalasha leben heute in einer Enklave in drei Tälern im Westen Birir, Rumbur und Bamboret bei Ayun, 16 km von Chitral entfernt.
Die Kultur von Chitral ist streng islamisch und steht im Kontrast zu den Städten von Pakistan wie auch zum Distrikt Gilgit. Frauen sind nahezu nicht sichtbar, obwohl sie sich auf den Straßen bewegen. Sie tragen Burkas. Es gibt auch Nuristanis, Tadschiken und Usbeken in Chitral.

## Sport
Polo ist neben Fußball (Soccer) der am meisten betriebene Sport. Zahlreiche Sportfestivals werden das ganze Jahr im Ort über veranstaltet. Besondere Beachtung findet das berühmte Poloturnier auf dem höchsten Polospielfeld der Welt in 3728 m Höhe am Shandur-Pass. Aus Chitral kommen Fußballspieler wie Muhammad Rasool, der in der Nationalmannschaft Pakistans spielt. In Chitral gibt es Fußballclubs und Sportvereine wie den Star football club goldoor, Mogholandeh.

## Geschichte
Die ältesten Zeugnisse sind die Veden. Die Geschichte stand im Spannungsfeld von Buddhismus, Hinduismus und Islam. Zeugnisse des Hinduismus sind die Tempel bei Chaghan Saray im Kunartal im äußersten Osten von Afghanistan.
Das Reich der Mehtar, der Könige von Chitral, wird in sechs Zeitabschnitte eingeteilt, in die Persische Zeit ab 400 v. Chr., in der in Chitral persisch gesprochen wurde, es folgt 200 v. Chr. die Kushanische Zeit, die im 4. Jh. von der Chinesischen Zeit abgelöst wurde. Die Kalash, die aus Afghanistan kamen, wurden im 11. Jh. von Shah Nadir Rais besiegt. Die Katur aus Chitral beendeten die Raisdynastie im Jahre 1595 durch Muhtaram Shah I.
Im nordwestlichen Teil an der Durand-Linie von Chitral befanden sich die historischen Reiche Indiens, Chinas und das russische Reich, die Expansionsbestrebungen verfolgten. Auf der afghanischen Seite der Grenze waren nur wenige Bewohner muslimischen Glaubens. Dies änderte sich zu Beginn des 19. Jahrhunderts, als sie von Abd al-Rahman zwangsislamisiert wurden und das Gebiet  Nuristan genannt wurde.
1895 wurde König Mehtar auf der Falkenjagd von seinem Halbbruder ermordet und es entstand ein Machtvakuum. Die Briten sandten Truppen nach Chitral, trafen auf heftige Gegenwehr und flohen in die Burg von Chitral. Erst nach einer sechswöchigen Belagerung wurden sie befreit. 1947 schloss sich der Staat Chitral Pakistan an und wurde schließlich 1969 endgültig integriert.